# Calliphlox
A Calliphlox  a madarak osztályának sarlósfecske-alakúak (Apodiformes)  rendjébe és a kolibrifélék (Trochilidae) családjába tartozó nem.

## Rendszerezésük
A nemet Friedrich Boie írta le 1831-ben az alábbi fajok tartoznak ide:
- ametiszt erdőcsillag (Calliphlox amethystina)
- bahamai erdőcsillag (Calliphlox evelynae[2] vagy Nesophlox evelynae)[1]
- Bryanta-erdőcsillag (Calliphlox bryantae[2]  vagy  Philodice bryantae)[1]
- Mitchell-erdőcsillag (Calliphlox mitchellii[2]  vagy  Philodice mitchellii)[1]

## Előfordulásuk
Közép-Amerika és Dél-Amerika területén honosak. A természetes élőhelye szubtrópusi és trópusi erdők, szavannák és cserjések.

## Megjelenésük
Testhosszuk 6-9 centiméter közötti.